# Caio Júlio Longino
Caio Júlio Longino (em latim: Gaius Iulius Longinus) foi um senador romano nomeado cônsul sufecto para o nundínio de setembro a dezembro de 107 com Caio Valério Paulino